# Chromalizus basaloides
Chromalizus basaloides är en skalbaggsart som beskrevs av Pierre Lepesme 1950. Chromalizus basaloides ingår i släktet Chromalizus och familjen långhorningar.
Artens utbredningsområde är Gabon.